# Vinça
Vinça (catalano: Vinçà) è un comune francese di 1 942 abitanti situato nel dipartimento dei Pirenei Orientali nella regione dell'Occitania.

## Società

### Evoluzione demografica
Abitanti censiti